# Las Tablas (Bocas del Toro)
Las Tablas è un comune (corregimiento) della Repubblica di Panama situato nel distretto di Changuinola, provincia di Bocas del Toro. Si estende su una superficie di 97 km² e conta una popolazione di 9.286 abitanti (censimento 2010).  